# Грин (Њујорк)
Грин (енгл. Greene) град је у америчкој савезној држави Њујорк.

## Демографија
По попису из 2010. године број становника је 1.580, што је 121 (-7,1%) становника мање него 2000. године.
| Група             | 2000.         | 2010.         |
| Белци             | 1.668 (98,1%) | 1.553 (98,3%) |
| Афроамериканци    | 5 (0,3%)      | 1 (0,1%)      |
| Азијати           | 7 (0,4%)      | 1 (0,1%)      |
| Хиспаноамериканци | 10 (0,6%)     | 9 (0,6%)      |
| Укупно            | 1.701         | 1.580         |